# リーベル
リーベル（Liber）は、イタリアの古い生産と豊穣の神。長母音を省略してリベルとも表記される。
ケレース、リーベラと一緒に崇拝された。リーベル・パテル（Liber Pater）という別名を持つ。またディオニューソスと同一視されている。リーベルの祭儀は3月17日に、リーベラーリアとして行われた。